# Fluoxetin
A fluoxetin (INN: fluoxetine) egy triciklikus és tetraciklikus antidepresszívumoktól eltérő kémiai szerkezetű (ún. biciklikus) antidepresszívum, két azonos farmakológiai aktivitású izomer azonos arányú keveréke. 
Antidepresszív, antiobszesszív és antibulímiás hatása feltehetőleg a központi idegrendszeri szerotonin-újrafelvétel gátlásának (SSRI) következménye. 
A VIII. Magyar Gyógyszerkönyvben fluoxetin-hidroklorid (fluoxetini hydrochloridum)  néven hivatalos.  

## Hatása
A központi idegrendszeri neurotranszmitter szerotoninnak fontos szerepe van a depresszió kialakulásában. Az idegimpulzus során a felszabaduló szerotonin inaktiválásának fő mechanizmusa a szinaptikus résből a preszinaptikus idegvégződésbe való visszavétel, ahol metabolizálódik vagy tároló granulumokban őrződik meg. A fluoxetin specifikusan gátolja a visszavételt, így a szerotonin hosszabb ideig lehet jelen a szinaptikus résben és növekszik a posztszinaptikus receptorokon kifejtett hatása. A többi centrális neurotranszmitter (noradrenalin vagy dopamin) reuptake mechanizmusát valószínűleg csak kis mértékben vagy egyáltalán nem befolyásolja. 
Klinikailag hatásos adagokban gátolja a vérlemezkék szerotonin felvételét. Tartós fluoxetin kezelés következtében a szerotonin receptorok deszenzitizálódnak, illetőleg számuk csökken. Feltételezések szerint az emelkedett szerotonin szint a szinaptikus résben másodlagos, illetőleg harmadlagos neurokémiai változásokat hoz létre a központi idegrendszerben. 
Hatékonysága bizonyított a depresszió minden formájában, obsessiv-compulsiv zavarban, bulimia nervosaban, valamint a premenstrualis dysphoria betegségre jellemző ciklikus hangulati zavarok és fizikális tünetek (feszültség, ingerlékenység, dysphoria, puffadás és a mellek érzékenysége) enyhítésében, ugyanakkor független nemzetközi klinikai kutatásokban kiderült, hogy a placebók alkalmazásától csak részben megkülönböztethető hatása van a jó kedélyt illetően, a gyógyszer engedélyezési eljárásai megkérdőjelezhető befolyásoló körülmények mellett zajlottak[forrás?]. A premenstrualis dysphoria betegség etiológiája nem ismeretes. A menstruációs ciklusban közreműködő endogen (idegrendszeri és ovarialis eredetű) szteroidok befolyásolhatják a neuronális serotonerg aktivitást. 

## Lehetséges mellékhatások
Szájszárazság, fokozott izzadás, szédülés, remegés, hasmenés vagy lágy széklet, emésztési zavarok, hányinger, émelygés, étvágytalanság, álmatlanság vagy aluszékonyság, szexuális zavarok, depressziósoknál az öngyilkossági hajlam fokozódása, továbbá érzelmi elsivárosodás. Egyes esetekben a szexuális mellékhatások fennmaradhatnak az SSRI kezelést követően is (PSSD: Post-SSRI Sexual Dysfunction).